# カルロス・デル・トロ
カルロス・デル・トロ（英語: Carlos Del Toro、1961年- ）は、アメリカ合衆国の実業家、元アメリカ海軍士官。
2021年から2025年までアメリカ合衆国海軍長官（第78代）を務めた。

## 幼少期および教育
デル・トロはキューバのハバナで生まれ、子供の頃に両親とともに米国に移住しマンハッタンのヘルズ・キッチンで育った。
1983年に米国海軍兵学校で電気工学の理学士号を取得後、海軍大学校で国家安全保障研究の修士号を取得し、ジョージ・ワシントン大学で立法問題の専門研究修士号を取得した。

## 経歴
1998年から1999年にかけてホワイトハウス・フェローを務めた。アメリカ海軍に22年間勤務し、国防長官室、管理予算局の局長および副局長の特別補佐官を務め、海軍中佐の階級で退役した。ミサイル駆逐艦バルクリーの艦長も務めた。
海軍を退役後、SBG Technology Solutions, Inc.を設立。
2007年、デル・トロはバージニア州代議員院の第88地区民主党候補者であった。共和党の現職マーク・コールに敗れている。
2014年から2018年までメアリーワシントン大学の顧問委員を務め、2019年から2021年まで、ワシントンに本拠を置くセキュリティシンクタンクであるスティムソンセンターの理事を務めた。

## 訪日
2024年2月の訪日の際、東京・赤坂のアメリカ大使館で三菱重工業の江口雅之執行役員（防衛・宇宙セグメント長）、ジャパンマリンユナイテッド（JMU）の江藤淳常務執行役員（艦船事業本部横浜事業所長）、名村造船所の名村健介社長（佐世保重工業社長）と会談している。